# Dekutince
Dekutince (izvirno srbsko Декутинце) je naselje v Srbiji, ki upravno spada pod Občino Vladičin Han; slednja pa je del Pčinjskega upravnega okraja.

## Demografija
V naselju je po popisu 2002 živelo 209 polnoletnih prebivalcev, pri čemer je bila njihova povprečna starost 39,3 let (37,6 pri moških in 40,9 pri ženskah). Naselje je imelo 82 gospodinjstev, pri čemer je bilo povprečno število članov na gospodinjstvo 3,30.
|  | 270  | 260  | 232  | 238  | 259  | 287  | 271  | 245  | 206  |
|  | 1948 | 1953 | 1961 | 1971 | 1981 | 1991 | 2002 | 2011 | 2022 |

Glede na rezultate popisa iz leta 2002 je to naselje popolnoma srbsko.
| Etnična sestava po popisu iz leta 2002 | Etnična sestava po popisu iz leta 2002 | Etnična sestava po popisu iz leta 2002 | Etnična sestava po popisu iz leta 2002 | Etnična sestava po popisu iz leta 2002 |
| -------------------------------------- | -------------------------------------- | -------------------------------------- | -------------------------------------- | -------------------------------------- |
| Srbi                                   | Srbi                                   |                                        | 271                                    | 100,0%                                 |
| Neznano                                | Neznano                                |                                        | 0                                      | 0,0%                                   |